# セッピコテンナンショウ
セッピコテンナンショウ（学名:Arisaema seppikoense）は、サトイモ科テンナンショウ属の多年草。
偽茎部は短く、葉柄部は長く、ふつう葉は1個をつける。仏炎苞は口辺部がわずかに開出するか開出しない。小型の株は雄花序をつけ、同一のものが大型になると雌花序または両性花序をつける雌雄偽異株で、雄株から雌株に完全に性転換する。

## 特徴
地下の球茎は扁球形になり、その上部から根をだす。植物体の高さは20-50cmになる。偽茎部は葉柄部より短く、葉柄は長くて斜上する。偽茎部の葉柄基部の開口部は花序柄にほぼ密着する。葉はふつう1個、ときに2個で、葉身は鳥足状に分裂して水平に展開し、小葉間の葉軸はあまり発達しない。小葉は5-9個になり、狭披針形から広線形で、先端はしだいに細まる。頂小葉から外側の小葉に向かってやや小さくなる。しばしば、葉の中脈に沿って白色の模様がでる。
花期は5-6月。葉と花序が地上に伸びてほぼ同時に展開する。雄株の花序柄は長さ1-5cmとごく短く、花序は葉身より下部につき、雌株の花序柄は長さ7-11cmで、ふつう花序は葉身とほぼ同じ高さにつき、直立する。仏炎苞はふつう紫褐色で白色の条線があり、稀に黄緑色のものもある。仏炎苞筒部は上側に向かってしだいに開き、仏炎苞口辺部がやや開出するか開出しない。仏炎苞舷部は狭卵形から三角状卵形で、内側に著しい光沢があり、雄株の花序では特に舷部先端がしだいに狭まって長く伸びる傾向がある。花序付属体は基部に柄があり、細棒状で長さ2-3.5cm、径1-2mmになり、先端は円頭になるかややふくらむ。1つの子房に8-14個の胚珠がある。果実は夏に赤く熟す。染色体数は2n=26。

## 分布と生育環境
日本固有種。本州の兵庫県の雪彦山とその付近のみに稀に産し、山地の斜面の林下や湿った岩場などに生育する。

## 名前の由来
和名セッピコテンナンショウおよび種小名（種形容語）seppikoense は、北村四郎 (1949) による命名。北村は、新種記載にあたり、兵庫県飾磨郡夢前町（現、姫路市）の雪彦山（せっぴこさん）産のものをタイプ標本とした。

## 種の保全状況評価
絶滅危惧IA類 (CR)（環境省レッドリスト）
- 兵庫県-Aランク

2018年2月に、絶滅のおそれのある野生動植物の種の保存に関する法律（平成4年法律第75号）による国内希少野生動植物種に指定された。環境大臣の許可を受けて学術研究等の目的で採取等をしようとする場合以外は、採取、損傷等は禁止されている。併せて、商業的に個体の繁殖をさせることができる特定第一種国内希少野生動植物種に指定された。

## 分類
紀伊半島の三重県、奈良県、和歌山県に分布し、山地の林下に生育するホロテンナンショウ Arisaema cucullatum M.Hotta (1963)にやや似るが、同種は、仏炎苞口辺部が内巻きし、染色体数は2n=28であり、本種は、仏炎苞口辺部がわずかに開出するか開出しなく、染色体数は2n=26であり、明らかに区別できる。

## ギャラリー

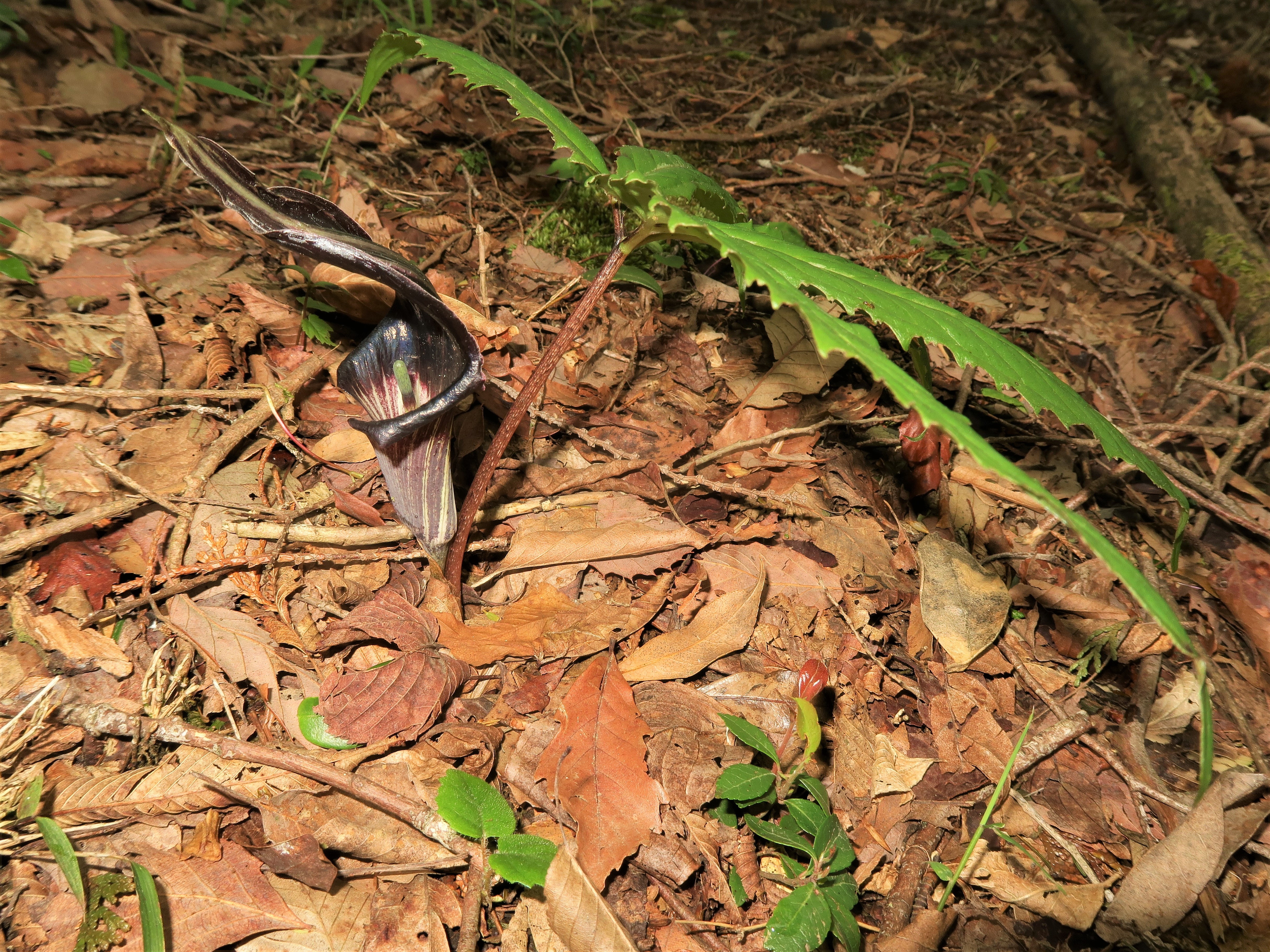
雄株。偽茎部と花序柄がごく短く、仏炎苞は葉身より下部につく。偽茎と花序柄が短いので、仏炎苞が地表近くに直立するように見える。雄株の花序では特に仏炎苞舷部先端がしだいに狭まって長く伸びる傾向がある。
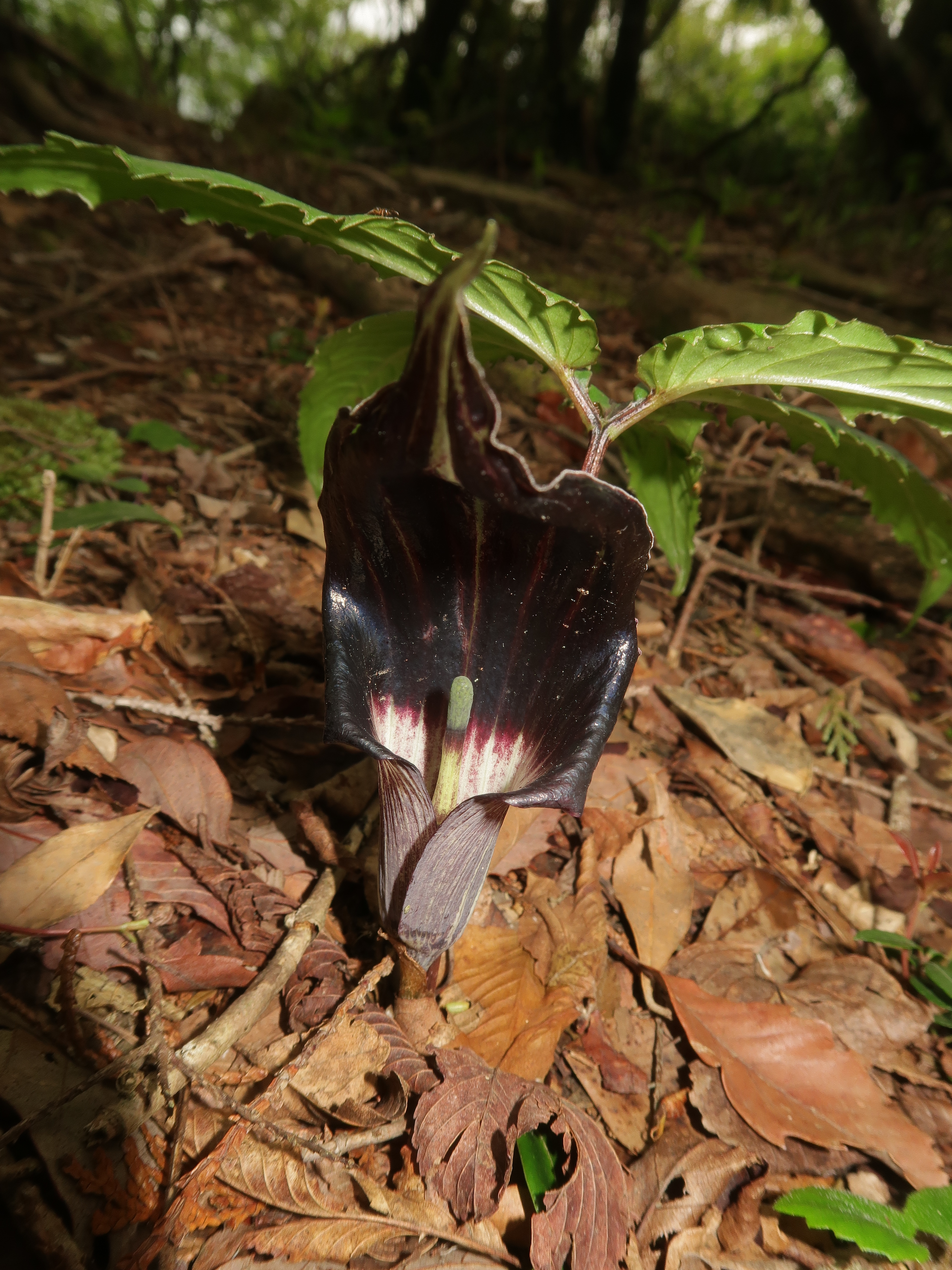
左と同個体。仏炎苞舷部は狭卵形から三角状卵形で、内側に著しい光沢がある。仏炎苞口辺部がやや開出している。
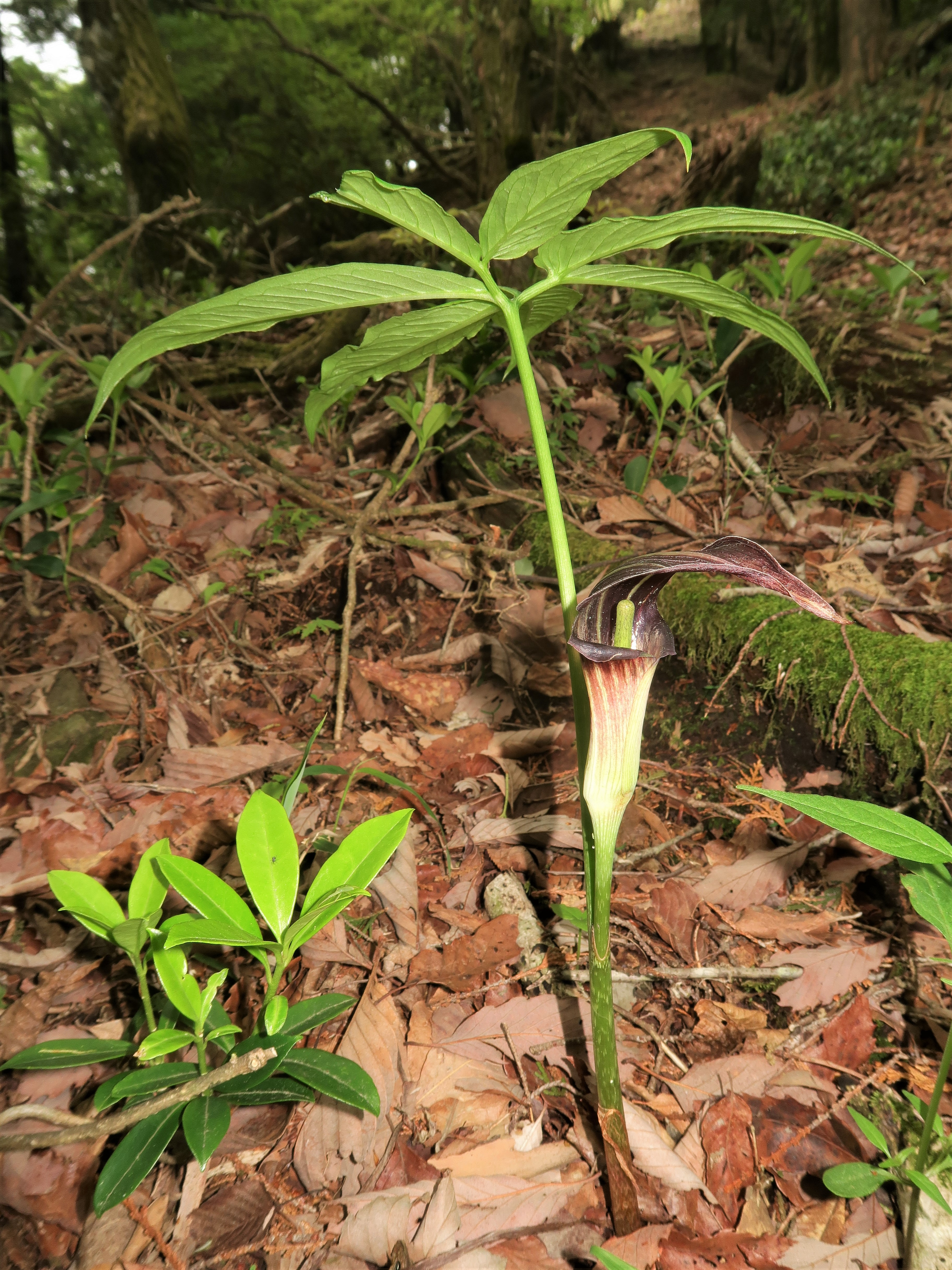
雌株。ふつう花序は葉身とほぼ同じ高さにつくとされるが、葉柄が伸長したのか、仏炎苞は葉身より下部についている。偽茎部の葉柄基部の開口部は花序柄にほぼ密着する。
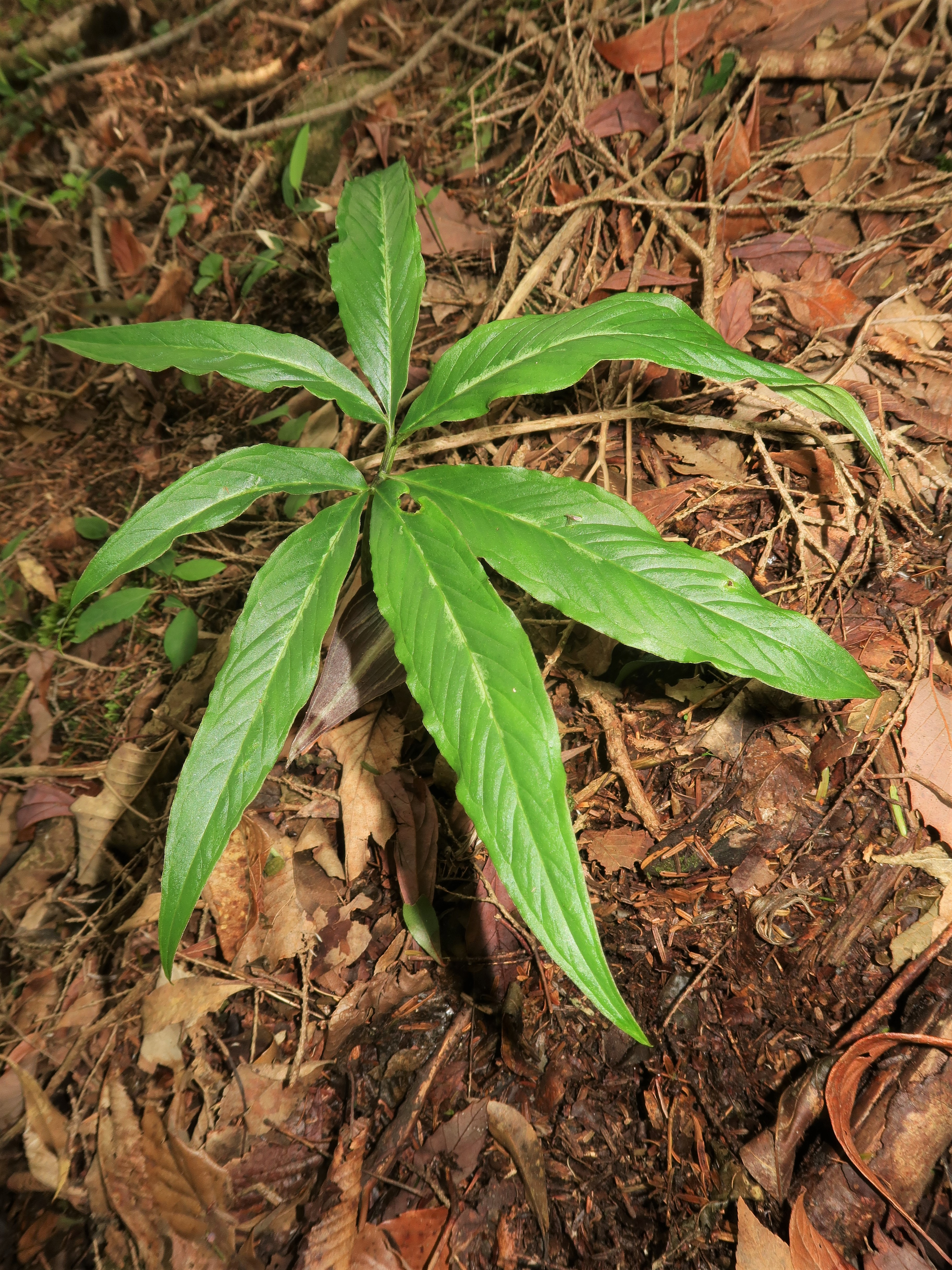
分類表と同個体。この個体の葉は1個で7小葉に分裂している。小葉間の葉軸はあまり発達しない。
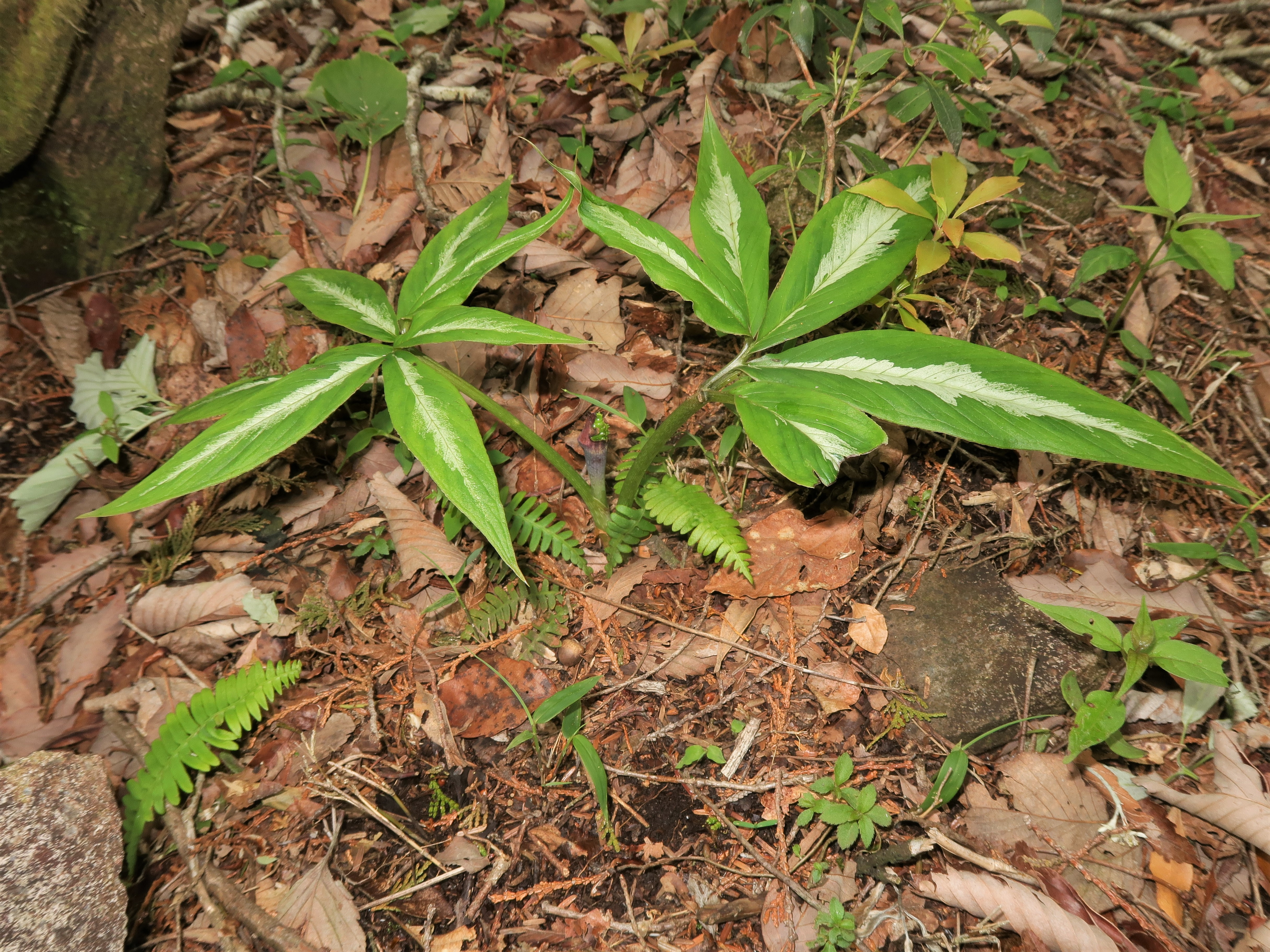
葉が2個の個体。葉の中脈に沿って白色の模様がでている。若い緑色の果実ができている。
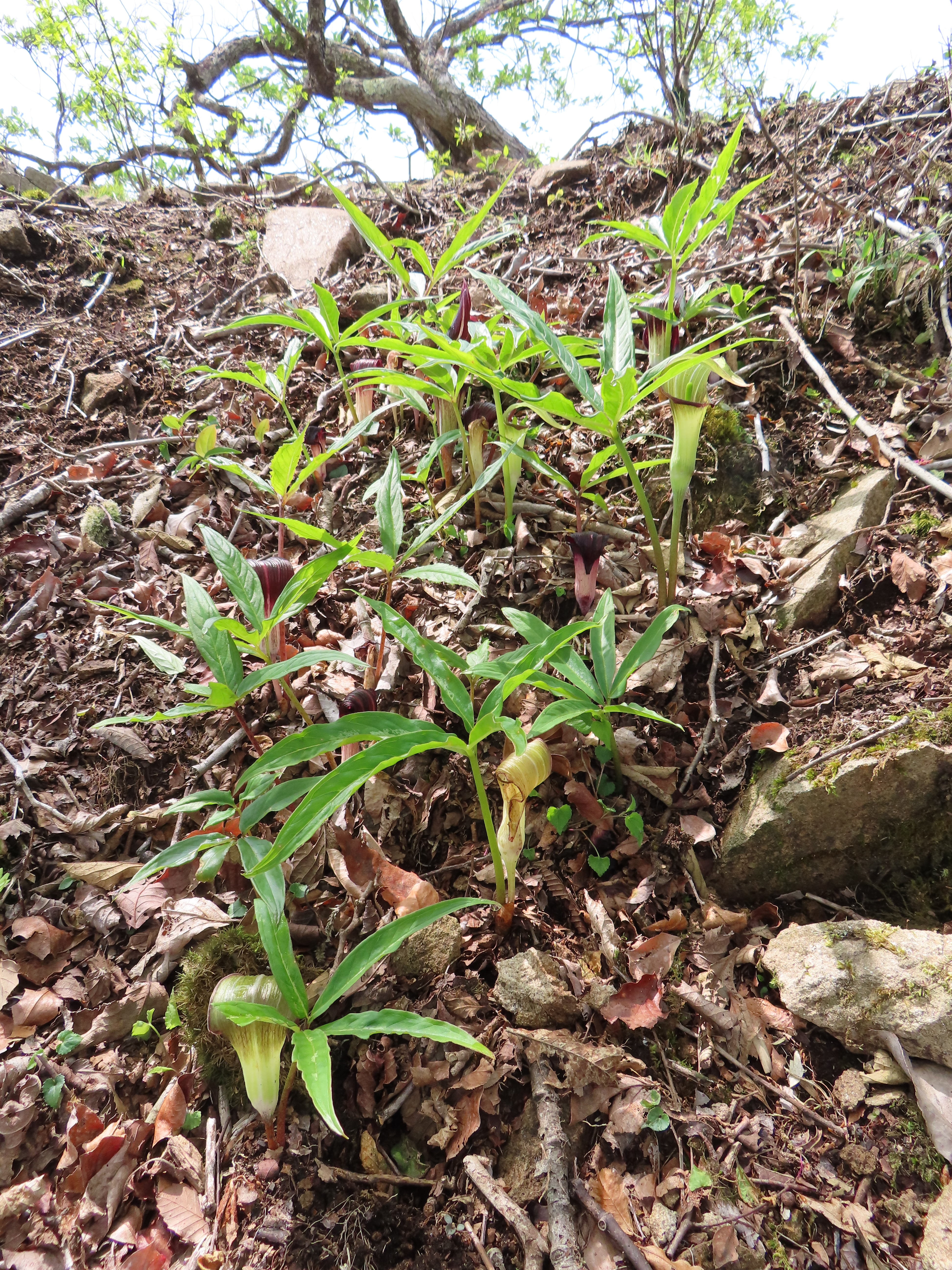
わずか0.5m×1.0mの範囲に約20個体が密集している。仏炎苞は紫褐色から黄緑色まである。